# فيرغوس والش
فيرغوس والش (بالإنجليزية: Fergus Walsh)‏ هو مقدم تلفزيوني وصحفي بريطاني، ولد في 1961 في ليستر في المملكة المتحدة.

## وصلات خارجية
- فيرغوس والش على موقع IMDb (الإنجليزية)
- فيرغوس والش على موقع قاعدة بيانات الفيلم (الإنجليزية)